# Trận Maysalun
Trận Maysalun (tiếng Ả Rập: معركة ميسلون), còn được gọi là Trận Maysalun Pass hoặc Trận Khan Maysalun, là trận chiến giữa lực lượng Vương quốc Ả Rập Syria và Quân đoàn Levant của Pháp vào 24 tháng 7 năm 1920 gần Khan Maysalun tại Dãy núi Đối Diện Liban, cách phía tây Damascus 25 km.
Trận đánh này có ý nghĩa lịch sử vô cùng lớn với người Syria cũng như các nước Ả Rập khác. Trong khi nó đã hoàn toàn bị quên lãng ở các nước phương Tây và các nơi khác, trận đánh này có một ảnh hưởng lâu dài với những nước Ả Rập. Thất bại của Syria khiến người Ả Rập lần đầu tiên tin rằng các nước phương Tây mang đến chủ nghĩa bành trướng, đàn áp, không tôn trọng các thỏa ước đã ký với người Ả Rập, và rằng các nước phương Tây sẽ chỉ gieo mầm tai họa bằng cách xâm lăng và xẻ đôi các nước trong vùng. Yusuf Al-Azma, người chỉ huy và là bộ trưởng quốc phòng Ả Rập duy nhất tử trận, vẫn được người dân Syria ghi nhớ như anh hùng dân tộc và hàng năm rất nhiều người Syria đến viếng mộ ông.